# Il re lucertola
Il re lucertola è un singolo del rapper italiano Clementino, il secondo estratto dal terzo album in studio Mea culpa e pubblicato il 30 luglio 2013.
Inizialmente pubblicato sull'iTunes Store come singolo della settimana, Il re lucertola ha visto la partecipazione del cantautore italiano Il Cile.

## Il brano
Il brano è un tributo a Jim Morrison, frontman del noto gruppo rock The Doors. Il brano prende il nome dal soprannome con cui Jim Morrison veniva spesso chiamato, il "Re Lucertola". Lo stesso Clementino ha affermato che piuttosto che dedicare una canzone ad un artista rap come è consuetudine fare per i rapper, ha preferito dedicare una canzone ad un personaggio che l'ha molto influenzato nella sua infanzia.

## Tracce
1. Il re lucertola (feat. Il Cile) – 3:57